# Storbeck
Storbeck gehört zur Ortschaft Flessau und ist ein Ortsteil der kreisangehörigen Hansestadt Osterburg (Altmark) im Landkreis Stendal in Sachsen-Anhalt.

## Geographie
Storbeck, ein Straßendorf mit Kirche, liegt 1½ Kilometer nordöstlich von Flessau und 5 Kilometer südwestlich von Osterburg in der Altmark. Nordöstlich des Dorfes liegt das mit Kiefern bepflaznte Waldgebiet Bürgertannen, südöstlich der etwa 33 Meter hohe Steinberg. Das flachwellige Gebiet um Storbeck wird von zahlreichen Gräben durchzogen, die nach Norden zur Biese entwässern.
Nachbarorte sind Flessau im Westen, Klein Rossau und Groß Rossau im Nordwesten, Schliecksdorf im Norden, Zedau und Osterburg im Nordosten und Klein Ballerstedt im Südosten.

## Geschichte

### Mittelalter bis Neuzeit
Im Jahre 1215 wurden Reinoldus de Storebeke und Henricus de Storebeke als Zeugen in einer Urkunde aufgeführt.
Der Ort Storbeck wird erstmals 1238 in einer Urkunde unter Nunitz juxta Storboden (forte Storbecke) und als Sturbecke totum genannt, als Graf Siegfried von Osterburg Dörfer und Besitz in der Altmark, mit denen er vorher vom St. Ludgerikloster Helmstedt belehnt worden war, dem Abt Gerhard von Werden und Helmstedt überschrieb. 1343 erwarb das Kloster Krevese 5 Hufen in villa sterbeck vom Markgraf Ludwig. Im Landbuch der Mark Brandenburg von 1375 wird das Dorf als Storbeke aufgeführt. Von vor 1375 bis 1562 gehörte ein Teil des Dorfes dem Kloster Krevese, seit 1562 den von Bismarck zu Krevese und den von Bismarck zu Döbbelin. Das Dorf wurde 1687 und später nur noch Storbeck genannt.
Bei der Bodenreform wurden 1945 ermittelt: 26 Besitzungen unter 100 Hektar hatten zusammen 461 Hektar, zwei Kirchenbesitzungen hatten zusammen 30 Hektar, zwei Gemeindeesitzungen hatten zusammen 1,7 Hektar. Enteignet wurde ein Ackerhof mit 58,8 Hektar, da dessen Besitzer im benachbarten Schliecksdorf einen weiteren Hof mit etwa 44 Hektar bewirtschafteten, zählten sie als Großbauern. 1948 hatten aus der Bodenreform 5 Vollsiedler jeder über 5 Hektar und 13 Kleinsiedler jeder unter 5 Hektar erworben.
Im Jahre 1954 entstand die erste Landwirtschaftliche Produktionsgenossenschaft vom Typ III, die LPG „IV. Parteitag“, die 1957 „Frohe Zukunft“ hieß.

### Herkunft des Ortsnamens
Der Name wird abgeleitet von althochdeutsch stur oder altnordisch stor für groß und breit sowie deutsch beeke für Bach.

### Eingemeindungen
Das Dorf gehörte bis 1807 zum Stendalschen Kreis, danach bis 1813 zum Landkanton Osterburg im Königreich Westphalen, ab 1816 kam die Gemeinde in den Kreis Osterburg, den späteren Landkreis Osterburg in der preußischen Provinz Sachsen.
Am 25. Juli 1952 wurde die Gemeinde Storbeck in den Kreis Osterburg umgegliedert. Am 1. Juni 1973 wurde die Gemeinde Storbeck in die Gemeinde Flessau eingemeindet.
Am 1. Juli 2009 erfolgte der Zusammenschluss der Gemeinde Flessau mit anderen Gemeinden zur neuen Einheitsgemeinde Hansestadt Osterburg (Altmark). Der Ortsteil Storbeck kam dadurch zur neuen Ortschaft Flessau und zur Hansestadt Osterburg (Altmark).

### Einwohnerentwicklung
| Jahr | Einwohner |
| ---- | --------- |
| 1734 | 109       |
| 1772 | 115       |
| 1789 | 124       |
| 1798 | 119       |
| 1801 | 140       |
| 1818 | 128       |
| 1840 | 144       |
| 1864 | 187       |

| Jahr | Einwohner |
| ---- | --------- |
| 1871 | 213       |
| 1880 | [00]181   |
| 1885 | 181       |
| 1895 | 200       |
| 1900 | [00]190   |
| 1905 | 188       |
| 1910 | [00]182   |
| 1925 | 193       |

| Jahr | Einwohner |
| ---- | --------- |
| 1939 | 161       |
| 1946 | 250       |
| 1964 | 200       |
| 1971 | 194       |
| 2011 | [00]148   |
| 2012 | [00]145   |
| 2018 | [00]154   |
| 2019 | [00]143   |

| Jahr | Einwohner |
| ---- | --------- |
| 2020 | [00]140   |
| 2021 | [00]137   |
| 2022 | [0]135    |
| 2023 | [0]130    |

Quelle, wenn nicht angegeben, bis 1971:

## Religion
Die evangelische Kirchengemeinde Storbeck, die früher zur Pfarrei Storbeck bei Osterburg gehörte, heute betreut vom Pfarrbereich Bismark im Kirchenkreis Stendal im Bischofssprengel Magdeburg der Evangelischen Kirche in Mitteldeutschland.
Die ältesten überlieferten Kirchenbücher für Storbeck stammen aus dem Jahre 1699. Register liegen ab 1827 vor.
Die katholischen Christen gehören zur Pfarrei St. Anna in Stendal im Dekanat Stendal im Bistum Magdeburg.

## Kultur und Sehenswürdigkeiten
- Die evangelische Dorfkirche Storbeck stammt aus dem 12. Jahrhundert. Sie wurde als romanischer Feldsteinbau begonnen und in Backsteinbauweise vollendet.[22]
- Der Ortsfriedhof ist auf dem Kirchhof.
- Ein Wegweiser, mehrere spätbarocke Fachwerkbauten mit Inschriften und Bauernhöfe stehen unter Denkmalschutz.
- Der 1968 gegründete Reit- und Fahrverein Flessau e. V. hat seinen Sitz in Storbeck. Im Jahre 1972 hatte dieser auf dem Gelände einer ehemaligen Hühnerhaltung der LPG einen Reitplatz errichtet und den Stall entsprechend umgebaut. Damit wurde an die Tradition der Pferdezucht in Storbeck angeknüpft.[9]

## Wirtschaft und Infrastruktur
Für Storbeck ist ein Vorranggebiet für Windkraftanlagen im Umfang von 72 Hektar ausgewiesen, das mit 9 Anlagen und einer Leistung von 22,8 Megawatt voll belegt ist. Im Dorf gibt es ein Dorfgemeinschaftshaus. Eine Erweiterung ist geplant.

### Verkehr
Storbeck liegt an der Landesstraße L 13 von Bismark (Altmark) nach Osterburg. In dieser 4 km entfernten Stadt besteht Anschluss an die Bundesstraße 189; in Osterburg befindet sich auch der nächste Bahnhof an der Strecke Magdeburg–Wittenberge. Die Bahnstrecke Osterburg–Pretzier, an der Storbeck einen eigenen Bahnhof hatte, wurde 1974 aufgegeben.